# Congers
Congers és una concentració de població designada pel cens dels Estats Units a l'estat de Nova York. Segons el cens del 2000 tenia 8.303 habitants.

## Demografia
Segons el cens del 2000, Congers tenia 8.303 habitants, 2.695 habitatges, i 2.244 famílies. La densitat de població era de 1.017,7 habitants per km².
Dels 2.695 habitatges en un 40,6% hi vivien nens de menys de 18 anys, en un 70,3% hi vivien parelles casades, en un 9,5% dones solteres, i en un 16,7% no eren unitats familiars. En el 13,3% dels habitatges hi vivien persones soles el 5,1% de les quals corresponia a persones de 65 anys o més que vivien soles. El nombre mitjà de persones vivint en cada habitatge era de 3,05 i el nombre mitjà de persones que vivien en cada família era de 3,36.
Per edats la població es repartia de la següent manera: un 26,1% tenia menys de 18 anys, un 6,9% entre 18 i 24, un 29,7% entre 25 i 44, un 26,6% de 45 a 60 i un 10,7% 65 anys o més.
L'edat mediana era de 38 anys. Per cada 100 dones de 18 o més anys hi havia 93,6 homes.
La renda mediana per habitatge era de 79.493 $ i la renda mediana per família de 85.821 $. Els homes tenien una renda mediana de 58.203 $ mentre que les dones 40.562 $. La renda per capita de la població era de 30.118 $. Entorn del 2,2% de les famílies i el 2,9% de la població estaven per davall del llindar de pobresa.